# Heteroanser vicinus
Heteroanser vicinus — викопний вид гусеподібних птахів родини Качкові (Anatidae), що існував у міоцені в Східній Азії. Скам'янілі рештки виду знайдено у Західній Монголії. Відомий лише з фрагмента кістки пальця, тому неможливо сказати більше про вигляд чи спосіб життя птаха, крім того, що він належить до качкових.